# 恆星結構

太陽結構的說明圖解。

質量和年齡不同的恆星，有著不同的內部結構，恆星結構模型敘述恆星的詳細結構，要能預測詳細的光度、分類和演化。

## 能量轉移

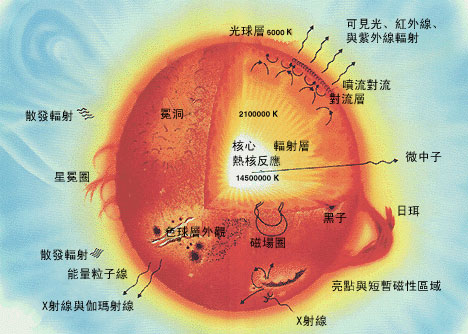
這張圖顯示太陽質量主序星的剖面結構。NASA的圖像

恆星以不同的方法將不同的層次的熱量向上層並向外轉移，主要是以對流和輻射轉移，但是在白矮星熱傳導卻非常重要。
在溫度梯度足夠時，對流是能量轉移的主導方式，氣体在一個特定的小包內，如果經由絕熱過程輕微的上升，它便會在恆星內持續的上升。在這種情況下，如果它比周圍的環境稍為溫暖一些，上升中的小包是有浮力的，並且會繼續上升；如果上升中的小包比周圍的氣體冷，它將會落回它原來的高度。在溫度梯度較低和不透明度低的區域，能量將通過輻射來轉移，而輻射成為能量轉移的主導。
主序星內部的結構取決於恆星的質量。
質量與太陽相近的恆星(0.3–1.5太陽質量)，包括太陽，不需要太大的溫度梯度，氫轉換成氦的融合主要通過質子-質子鏈進行。因此，內部的能量轉移輻射為主導。質量與太陽相近的恆星，在外圍的部份溫度夠低，因此氫呈現中性，對紫外光是不透明的，所以對流成為主導。因此，質量與太陽相近的恆星有著輻射的核心，在外圍則是對流的殼層。
質量稍大的恆星(質量大於1.5太陽質量)，核心的溫度大約超過{\displaystyle 1.8\times 10^{7}} K，所以氫融合成氦的過程主要是碳氮氧循環。在碳氮氧循環，能量孳生率是溫度的15次方，而質子-質子鏈的孳生率只是溫度的4次方。由於碳氮氧循環對溫度的高度敏感，在恆星內部的溫度梯度已經足以在核心造成對流。在恆星的外圍部份，溫度梯度更低，但溫度足夠高到使得氫幾乎完全都被電離，所以恆星仍然以紫外線的形式輻射出能量。所以大質量的恆星外面是輻射的殼層。
在主序帶上質量最低的恆星沒有輻射層，主導能量傳輸的機制是對流。巨星也幾乎全都是對流。

## 恆星結構方程式
最簡單和最常用的恆星結構模型是球狀對稱的準靜態模型，假設恆星是處在穩定狀態並且是球型對稱，它包含4個基本的一階偏微分方程：兩個用來描述物質和壓力隨著半徑的變化；另外兩個用來描述溫度與光度隨著半徑的變化。。
在組成的恆星結構方程式 (利用假設的球狀對稱)中，要考慮的各項是物質密度 {\displaystyle \rho (r)}、溫度 {\displaystyle T(r)}、總壓力 (氣體的熱壓力加上輻射壓){\displaystyle P(r)}、光度{\displaystyle l(r)}，和在距離中心{\displaystyle r}，厚度{\displaystyle {\mbox{d}}r}的球殼，每單位質量的能量孳生率{\displaystyle \epsilon (r)}。這顆恆星被假設局部熱力平衡(LTE)，所以物質和光子的溫度相等的。雖然局部熱力平衡不是嚴格的被遵守，因為對指定的殼層之下的溫度永遠比上面的高，良好的近似範圍可以估計是光子的平均自由徑 {\displaystyle \lambda }，因為這個長度遠比考慮的溫度變化為小，也就是說{\displaystyle \lambda \ll T/|\nabla T|}。
第一種狀態是流體靜力平衡 ：恆星內部向外的力量來自壓力梯度與來自萬有引力向內的力量完全平衡。
{\displaystyle {{\mbox{d}}P \over {\mbox{d}}r}=-{Gm\rho  \over r^{2}}},
此處{\displaystyle m(r)}是在殼層{\displaystyle r}內部累積的總質量，G 是萬有引力常數。累積的總質量依據 質量連續方程式隨著距離的增加而增加：
{\displaystyle {{\mbox{d}}m \over {\mbox{d}}r}=4\pi r^{2}\rho .}
質量連續方程式的積分由恆心中心({\displaystyle r=0}) 至恆星半徑為({\displaystyle r=R}) 之處時，就可以得到恆星的總質量。
考慮能量從球殼向外傳送的是能量方程式：
{\displaystyle {{\mbox{d}}l \over {\mbox{d}}r}=4\pi r^{2}\rho (\epsilon -\epsilon _{\nu })},
此處{\displaystyle \epsilon _{\nu }}是單位質量以微中子的形式產生的光度(通常不會與一般的物質產生交互作用而逃離恆星)。在恆星的核心之外，核反應不會發生，也就是沒有能量產生，因此發光度是一個常數。
能量轉移方程式決於能量轉移的模型而有不同的形式。以傳導性的光度轉移(適用於白矮星)，能量方程式是：
{\displaystyle {{\mbox{d}}T \over {\mbox{d}}r}=-{1 \over k}{l \over 4\pi r^{2}},}
此處k是 導熱率。
在能量以輻射傳送的情況下，這適用於主序帶上與太陽類似，核心外有殼層包圍著的大質量主序星的恆星內部：
{\displaystyle {{\mbox{d}}T \over {\mbox{d}}r}=-{3\kappa \rho l \over 64\pi r^{2}\sigma T^{3}},}
此處{\displaystyle \kappa }是物質的不透明性，{\displaystyle \sigma }是 斯特凡-波茲曼常數，並且波茲曼常數被設定為1。
在能量以對流傳送的情況下(適用於所有主序帶上沒有輻射部分的巨星和低質量恆星)，已知可用數學公式還沒有一個是嚴謹的。對流的能量傳送通常都使用混合長度理論，混合長度理論對恆星氣體的處理是認為分離的各種不同元素，保留了周圍的溫度、密度和壓力，但是在恆星內能移動的距離就是特徵長度，稱為混合長度。對單原子 理想氣體，混合長度理論認為：
{\displaystyle {{\mbox{d}}T \over {\mbox{d}}r}=\left(1-{1 \over \gamma }\right){T \over P}{{\mbox{d}}P \over {\mbox{d}}r},}
此處{\displaystyle \gamma =c_{p}/c_{v}}是絕熱指數，在氣體就是比熱的比率(對完全電離的理想氣體，{\displaystyle \gamma =5/3}.)。
還需要狀態方程式，關係到其他區域的壓力變化，適用於材料，像是溫度、密度、化學組成等等。相關的狀態也許必須包括理想氣體定律、輻射壓、來自電子簡併的壓力等等。
與一系列的邊界條件組合，這些方程式的一個解可以完整的敘述恆星的行為。典型的邊界條件設由觀測的參數來設定數值，適當的恆星表面({\displaystyle r=R})和中心({\displaystyle r=0})：{\displaystyle P(R)=0}，意思是恆星表面的壓力為0；{\displaystyle m(0)=0}為在恆星的中心沒有質量；如同必須假設密度是有限的，{\displaystyle m(R)=M}就是恆星的總質量；而{\displaystyle T(R)=T_{eff}}是恆星表面的有效溫度。
雖然現在的恆星演化模型能描述赫羅圖的主要特徵，重要的改進已經能將與我們再傳送現象的知識及現下仍不確定的因素移除，但最困難的挑戰依然是擾動的數值作業。一些研究小組正在開發的模型可以演算在三度空間的簡易擾動。

### 一般參考資料
- Kippenhahn, R.; Weigert, A., , Springer-Verlag, 1990
- Hansen, Carl J.; Kawaler, Steven D.; Trimble, Virginia,  2nd, Springer, 2004, ISBN 0387200894
- Kennedy, Dallas C.; Bludman, Sidney A., , Astrophysical Journal, 1997, 484: 329, doi:10.1086/304333, arXiv:astro-ph/9610099
- Weiss, Achim; Hillebrandt, Wolfgang; Thomas, Hans-Christoph; Ritter, H., , Cambridge Scientific Publishers, 2004
- Zeilik, Michael A.; Gregory, Stephan A.,  4th, Saunders College Publishing, 1998, ISBN 0030062284

### 外部連結
- OPAL opacity code
- The Yellow CESAM code, stellar evolution and structure  FORTRAN source code
- EZ to Evolve ZAMS Stars a FORTRAN 90 software derived from Eggleton's Stellar Evolution Code, a web-based interface can be found here （页面存档备份，存于）.
- Geneva Grids of Stellar Evolution Models （页面存档备份，存于） (some of them including rotational induced mixing)
- The BaSTI （页面存档备份，存于） database of stellar evolution tracks